# Diplazium gracilescens
Diplazium gracilescens är en majbräkenväxtart som först beskrevs av Georg Heinrich Mettenius och som fick sitt nu gällande namn av Carl Frederik Albert Christensen.
Diplazium gracilescens ingår i släktet Diplazium och familjen Athyriaceae. Inga underarter finns listade i Catalogue of Life.